# Leucettusa lancifera
Leucettusa lancifera is een sponssoort in de taxonomische indeling van de kalksponzen (Calcarea). De spons behoort tot het geslacht Leucettusa en behoort tot de familie Leucaltidae. De wetenschappelijke naam van de soort werd voor het eerst geldig gepubliceerd in 1924 door Dendy.

## Beschrijving
Deze spons vormt groepen urnvormige lichamen, die meestal wit zijn met een roze tint. Zijn parenchym bestaat uit calciumcarbonaat.

## Verspreiding en leefgebied
Deze 5 cm hoge spons is wijd verspreid in diepe zeeën van de tropen tot de rand van de poolzeeën.